# Іштван Бочкай
І́штван Бочкай (угор. Bocskai István; 1 січня 1557, м. Клуж — 29 грудня 1606, м. Кошиці) — великий князь Угорщини, князь Трансильванії. Один з організаторів повстання 1604 року проти австрійських Габсбургів, угорський володар.
Обраний 1605 князем Трансільванії, Бочкай вів війни проти Габсбургів, домагався визволення і автономії Угорщини. Залучав на свій бік загони гайдуків (селян-втікачів), надаючи їм деякі привілеї.